# Kenta Hasegawa
Kenta Hasegawa (Prefectura de Shizuoka, Japó, 25 de setembre de 1965) és un exfutbolista japonès.

## Selecció japonesa
Kenta Hasegawa va disputar 27 partits amb la selecció japonesa.